# آخرین روزهای پمپئی (فیلم ۱۹۵۹)
آخرین روزهای پمپئی (انگلیسی: The Last Days of Pompeii) فیلمی حماسی به کارگردانی سرجو لئونه است که در سال ۱۹۵۹ منتشر شد. از بازیگران آن می‌توان به استیو ریوز، فرناندو ری و کارلو تامبرلانی اشاره کرد.
خلاصه فیلم: یک فرمانده رومی بنام گلاکوس از خدمت مرخص شده و به پمپی و خانه بازمی‌گردد تا پدرش را پیدا کند که متوجه می‌شود پدرش توسط گروهی از دزدان دریایی سیاه به قتل رسیده و تصمیم می‌گیرد در مورد این موضوع تحقیق کند و انتقام بگیرد.